# Дніпровський політехнічний коледж
Дніпровський політехнічний коледж — український вищий навчальний заклад у місті Дніпро.

## Історія
Ініціатором створення коледжу був академік Лев Писаржевський, який особисто розробив навчальні програми з ряду спеціальних предметів і в перші роки проводив заняття.
1924 року у Катеринославі створено Хіміко-технологічну профшколу, яка стала базою Дніпропетровського хіміко-технологічного інституту й створеному у 1930 році Дніпропетровського коксо-хімічного технікуму.
1960 року перейменований на Дніпроперовський хіміко-технологічний технікум.
1991 року перейменований на Дніпропетровський політехнічний коледж.
Розташований за адресою: Дніпро, Новокодацький район, проспект Мазепи, 38.

## Напрямки підготовки
Проводить підготовку фахівців з 9 спеціальностей:
- Обслуговування та ремонт обладнання підприємств хімічної та нафтогазопереробної промисловості,
- Аналітичний контроль якості хімічних сполук,
- Виробництво високомолекулярних сполук,
- Виготовлення виробів й покриттів з полімерних матеріалів,
- Монтаж, обслуговування засобів й систем автоматизації технологічного виробництва,
- Організація виробництва,
- Прикладна екологія,
- Обслуговування програмних систем й комплексів,
- Біохімічне виробництво.